# آندرافاینکونا
آندرافاینکونا (به لاتین: Andrafainkona) یک منطقهٔ مسکونی در ماداگاسکار است که در ووهمار واقع شده‌است. آندرافاینکونا ۵٬۰۰۰ نفر جمعیت دارد و ۷۴۰ متر بالاتر از سطح دریا واقع شده‌است.